# 에비앙 협정
에비앙 협정(Évian Accords)은 1962년 3월 18일 프랑스 정부와 알제리 임시정부(GPRA)가 체결한 휴전협정이다.
그 주요 내용은 다음과 같다.
1. 독립 후 1년 이내에 프랑스군을 8만 명으로 감축하고 3년 이내에 완전철퇴한다.
2. 프랑스의 메르세로게릴 군항(軍港) 사용을 15년간 인정한다.
3. 알제리는 프랑스의 권익을 보증하고, 프랑스는 기술적·문화적 재정적 원조를 한다.
4. 알제리는 독자적 통화(通貨)를 가지며 프랑스공동체에 소속한다.
5. 사하라에 있어서 프랑스의 석유권익을 그대로 둔다.

에비앙 협정으로 프랑스와 알제리가 7년 4개월여 동안 이어온 알제리 전쟁이 끝을 맺는다. 이후 1962년 4월 8일 프랑스 국민투표에서 협정이 승인되었으며, 알제리는 1962년 7월 1일 국민투표를 통해 독립을 결정한다. 이어 7월 3일 프랑스가 독립을 승인하였고, 알제리는 1962년 7월 5일 독립을 선언한다. 1830년 7월 5일 프랑스의 알제 침공에 항복, 프랑스의 식민통치가 시작된지 132년 만이다.
1964년 5월의 개정협정에 의하여 프랑스 군대의 철군시기가 단축되고 1964년 9월에는 메르세르게빌의 기수부대를 남겨 놓고 모든 프랑스 군대는 철수하였다.

## 같이 보기
- 프랑스령 알제리

## 참고 문헌
- 이 문서에는 다음커뮤니케이션(현 카카오)에서 GFDL 또는 CC-SA 라이선스로 배포한 글로벌 세계대백과사전의 "에비앙 협정" 항목을 기초로 작성된 글이 포함되어 있습니다.